# Mousse Boulanger

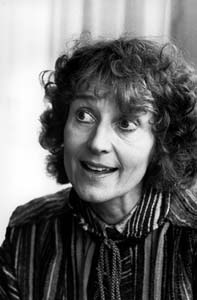
Mousse Boulanger (1981)

Mousse Boulanger (* 3. November 1926 als Berthe Sophie Neuenschwander in Boncourt, damals Kanton Bern; † 16. Januar 2023 in Payerne) war eine Schweizer Schriftstellerin und Radiojournalistin.

## Leben und Wirken
Mousse Boulanger wuchs als Berthe Neuenschwander in einer Arbeiterfamilie auf, der Vater hatte elsässische Wurzeln. Ihre Kindheit an der französischen Grenze beschreibt sie als glücklich und die Liebe zu den Worten wurde durch die verschiedenen Dialekte, die in der Familie gesprochen wurden, geweckt. Auf dem Bauernhof ihrer Onkel und Tanten genoss sie schon als Kind die Sonntage in der ländlichen Umgebung, wo sie auf Ponys durch die Gegend streifte. Ihre Eltern waren darauf bedacht, die Kinder in großmöglicher Freiheit zu erziehen.
Auf der Kantonsschule in Pruntrut wurde ihre Liebe zur Literatur geweckt. So wurden im Unterricht unter anderem die Erzählungen von Guy de Maupassant behandelt, die sie sehr berührten. Die Kantonsschule schloss sie mit einem Handelsdiplom ab.
Während eines Au-Pair Aufenthaltes in Cambridge war sie fasziniert von den Museen wie der Tate Gallery oder der National Gallery, aber vor allem von den Shakespeare Aufführungen mit Vivien Leigh und Lawrence Olivier, die sie im Queens Mary Park besuchte. Wieder zurück in der Schweiz, arbeitete sie als dreisprachige Sekretärin (Französisch, Englisch, Deutsch) in Biel und besuchte eine Schauspielschule.
Später ging sie nach Genf, wo sie von Jean Hort und Germaine Tournier weiter ausgebildet wurde und initiierte dort einen Cercle du Théatre mit einer eigenen Schauspieltruppe. 1954, während einer Aufführung eines Stücks von Tschechow in Genf, begegnete sie dem Schauspieler Pierre Boulanger (1928–1978), den sie 1955 heiratete. Als Schauspielerin gab sie unter dem Namen Mousse Boulanger Rezitationsabende mit ihrem Mann in französischsprachiger Literatur.
Zusammen mit ihm produzierte sie von 1956 bis 1978 zahlreiche Sendungen für das Westschweizer Radio. In ihrer Abendsendung in Sottens boten die beiden jungen Poeten und Autoren eine Plattform für ihre Texte. 1966 lernen sie bei der Tribune des Poètes den Schriftsteller Jacques Chessex kennen.
Ermutigt von der Radiojournalistin Marie-Claude Leburgue war sie beim Westschweizer Radio auch nach dem Tod ihres Mannes 1978 bis zu ihrem Ruhestand als Kulturjournalistin tätig.
Ab 1967 veröffentlichte sie eine Reihe von Gedichtbänden, Prosawerken und Kinderbüchern.
In ihren Gedichten war Mousse Boulanger inspiriert und beeinflusst von der Poesie der Surrealisten wie Paul Eluard, Louis Aragon, Robert Desnos und Pierre Seghers.
Mit ihren Aufsätzen, die sie vor allem in Erziehungs-Zeitschriften veröffentlichte, ihren Radiosendungen und ihren Tourneen in der Schweiz und französischsprachigen Ländern, trug sie viel zur Verbreitung des literarischen Schaffens, auch an Schulen, bei.
Mousse Boulanger war Mitglied des Vereins Association vaudoise des écrivains (AVE) und erhielt 1997 den Prix des écrivains vaudois. Den Schweizerischen Schriftstellerverband (SSV) präsidierte sie von 1978 bis 1982. Sie lebte im waadtländischen Mézières und starb am 16. Januar 2023 im Alter von 96 Jahren in Payerne.
Nach dem Tod von Mousse Boulanger rief  der Verein AVE den Literaturpreis Mousse Boulanger ins Leben, der erstmals in Lausanne im Mai 2023 an die Schriftstellerin Karine Yoakim Pasquier für ihren Roman Oublier Gabriel verliehen wurde.

## Auszeichnungen
- 1965: Prix d`Honneur de la Société des Artistes de France
- 1997: Prix des écrivains vaudois

## Werke

### Lyrik
- Tendre pays, poèmes, Jarnac 1967
- Reflets, poèmes et nouvelles, Lausanne 1973
- Ce qui reste du jour, Bagnols-sur-Cèze 1975
- Poèmes-missives, Rochessauve-en-Ardèche 1985
- Poèmes à l’homme, Lausanne 1988
- L’Écuelle des souvenirs, récit-poème, Lausanne 2000
- J’attends les algues sur la pierre, Grand-Saconnex 2005
- Aussi mince que l’oiseau, poèmes, Lausanne 2007
- Le Collier des solitudes, Grand-Saconnex 2008
- Sagesse de l’arbre, Grand-Saconnex 2013
- L’Oisellerie, Grand-Saconnex 2017

### Prosa
- L’Arbre aux oiseaux, contes pour grandes personnes, Lausanne 1978
- Promenade avec Gustave Roud, entretiens recueillis par Mousse Boulanger, Quimper 1987
- Si ce n’est le passant, récits, Yverdon-les-Bains 1991
- L’Oiselière: histoire d’ailes, Grolley 1994
- La Petite Emma, témoignages, Grolley 1996
- Noël de toujours: souvenirs, brèves, contes, Grolley 1998
- Et si la poésie n’existait plus? Excursion en contrées poétiques, Grolley 2002
- La Déchéance, roman, Lausanne 2004
- Légende de la Gruyère. L’ours et la grue, Yens-sur-Morges 2005
- Du sang à l’aube, roman, Lausanne 2010
- Les Frontalières, récit, Lausanne 2013

### Kinderbücher
- Je m’appelle Suzanne, récit pour enfants. Schweizerisches Jugendschriftenwerk (OSL, Band 1459), Zürich 1978
- Cœur d’or, le petit lapin blanc, conte, Lausanne 1990
- La Pierre magique, album pour enfants, Saint-Pierre-de-Clages 2007
- La Souris bleue, Lausanne 2007